# John Merricks
John Merricks   (Leicester, 16 de febrer de 1971 - Punta Ala, 15 d'octubre de 1997) fou un regatista anglès que va competir durant les dècades de 1980 i 1990. Morí en un accident de cotxe.
El 1996 va prendre part en els Jocs Olímpics d'Estiu d'Atlanta, on va guanyar la medalla de plata en la categoria classe 470 del programa de vela. Va compartir vaixell amb Ian Walker.
En el seu palmarès també destaquen una medalla de plata al Campionat del món de vela de la Classe 470 i una d'or i una de bronze al de la Classe 420 i una d'or, una de plata i una de bronze al Campionat d'Europa.